# 安哲秀
安哲秀（韓語：안철수，1962年2月26日—）是大韩民国醫師、企业家、電腦病毒專家和政治人物，現為國民力量籍的韩国国会議員。他曾參選2017年及2022年總統選舉，在政策和經濟方面走中間派溫和路線，但對北韓持強硬態度，與文在寅秉持中間偏左的陽光政策路線形成對比。安哲秀原是自由派出身，但之後脫離新政治民主联合自立門戶，並與保守派討論整合，因此被韓國民眾戲稱是「政治候鳥」。現在被認為是中間派或右翼的政治家。

## 生平
安哲秀是計算機殺毒軟件企業安博士的創辦人，是全球研究計算機病毒的先行者之一。担任过韩国科学技术院（KAIST）首席教授，現為首爾大學融合研究生院院長。

## 政治生涯
自2006年以来，安哲秀一直被邀请加入各大政党，但由于派系对立，他一直得不到以独立候选人身份参选的机会。
2011年安哲秀投入政界，曾宣布參選首爾市長，但最終退選。

### 2012年总统竞选
安哲秀在2012年出版的《安哲秀的想法》一书中暗示要竞选总统，并于2012年9月19日召开新闻发布会正式宣布參選2012年總統選舉。安哲秀在大约20分钟的演讲中，用了相当多的篇幅解释了自己为什么决定竞选韩国总统，并引用了在考虑参选期间遇到的人们的话，这些人表达了对“新政治”的渴望。於多項民意調查中與新世界黨黨魁朴槿惠一同被視為熱門候選人。
2012年11月23日，宣布退出总统竞选，改為支持民主統合黨候選人文在寅。

### 国会议员（2013–2016）
2013年3月11日，安哲秀回國後宣布參加4月24日首爾蘆原区丙選區國會議員補選，並以60.4%的得票率當選。2013年5月，他发起成立了一个名为“明日政策网络”的新智库。

#### 新政治民主联盟代表
2014年2月，安哲秀宣佈將成立新黨，並將新黨名稱定為“新政治聯合”
2014年3月27日，安哲秀在首爾奧林匹克公園與民主黨宣布成立新政黨新政治民主聯合，該黨首任黨代表由安哲秀與前民主黨代表金汉吉共同擔任。
2014年7月30日，南韓國會議員補選投票結果揭曉，新政治民主聯合僅在4個選區獲勝；同月31日，安哲秀與金漢吉宣布引咎辭任新政治民主聯合黨代表。

#### 脱离新政治民主联合后
辭任代表后，安哲秀仍然留在新政治民主联盟，但与辞职后接管党魁的文在寅以及文在寅所代表的“亲卢”派之间的冲突日益加剧。2015年12月，安哲秀向文在寅发出最后通牒，要求在2016年初召开代表大会选举新一任党魁。但文在寅拒绝了这一要求。安哲秀随后与金韩吉等多位反对文在寅的议员一起退出了新政治民主联合。安哲秀於12月13日正式退黨。同月28日，新政治民主聯合改稱共同民主黨。

### 第一次建立國民之黨
2016年2月3日，安哲秀宣布成立國民之黨。安哲秀将新成立的国民之党定位为反建制的中间派力量，吸引了两派政治人物的支持。他将新政治民主联盟的剩余成员称为“不合时宜的进步派”，并指责当代韩国政客除了“短期花招”之外缺乏政策。
4月举行的2016年韓國國會選舉，国民之党的表现好于预期。國民之黨取得38席，成为國會第三大黨，其中單一選區獲25席，大部分從全羅道地區勝出，而全國不分區獲13席，名列第二。总共赢得38个席位，其中包括自由派大本营全罗道28个区中的23个。國民之黨在新议会中掌握了权力，建立了三党制。
安哲秀被誉为是国民之党获胜的功臣，这让他获得了造王者的地位，并为他参加次年的总统选举提供了支持。选举结束后，安哲秀拒绝了与共同民主党重组的持续呼吁，称“此时谈论政治重组并不合适”。他补充道，国民之党不会“仅仅成为一个打破僵局的第三方政党，而......会成为议会事务中的新意见领袖”。

### 2017年总统竞选
2017年4月，安哲秀再次投入總統選舉。尽管安哲秀在民意调查中支持率迅速上升，一度超越了文在寅，但他在电视辩论中表现不佳，最終僅獲得21.42%選票，位居第三。

### 正未来党
作为国民之党领袖，安哲秀强烈主张与中右翼的正党合并。两党领袖安哲秀和前总统候选人劉承旼共同推动了合并，并于2018年2月完成合并。两党于2018年1月18日合并成立正未来党。2018年4月4日，正未來黨的人才選拔委員會委員長安哲秀正式宣布，將在6月13日的2018年大韓民國地方選舉中競選首爾市長。
2018年6月14日，正未來黨的首爾市長候選人安哲秀以得票率僅拿下19.6%，排名第三，敗給朴元淳的52.8%、金文洙的23.3%，宣告敗選。
安哲秀在今年6月竞选首尔市长失败后，于2018年9月前往德国学习，从此他的政治生涯便暂停了。之后他移居美国。

### 第二次建立國民之黨
2020年1月2日，安哲秀宣布将重返政坛。
2020年1月29日，安哲秀宣布退出正未来党并于2020年2月23日再次成立了国民之党（不要将其与安哲秀于2016年创立的同名政党混淆），作为正未来党的一个分支。安哲秀表示，自己退党是因为与党魁孫鶴圭意见不合。这一消息是在2020年1月5日，包括劉承旼在内的八名议员正式叛逃至新保守党几周后发布的。正未来党不久后于2020年2月24日解散。安哲秀自该组织成立以来一直担任其代表。
2020年3月1日，有报道称他与妻子金美京正在大邱开展新冠肺炎医疗服务。安哲秀之所以能够治疗患者，是因为他一直保留着自己的行医执照。
2020年4月1日，他开始了为期14天、总长400公里的越野马拉松“春里路国境大师赛”。

### 2021年首尔市长竞选
2020年12月，有报道称安哲秀有意在即将到来的2021年补选中再次竞选首尔市长。安哲秀曾正式登记为候选人，但在民意调查中输给吴世勋后，为了统一在野党阵营，安哲秀认输并退出竞选。吴世勋将赢得2021年首尔市长补选。

### 2022年总统竞选
安哲秀在宣布参加2022年总统大选之前，曾与国民力量党党魁李俊锡就国民党与国民力量党的合并事宜进行了谈判。国民力量党当时是韩国的主要保守政党。由于在党内问题上存在分歧，例如安哲秀希望国民力量党更名为国民之党，以及2022年候选人的产生方式，上述谈判于2021年8月失败告终。
2021年11月1日，安哲秀宣布参加2022年总统大选。国民之党中央选举策划组表示，在安哲秀宣布参选后两天内还将接受其他总统候选人的报名。但这被认为只是走个形式，安哲秀极有可能成为国民之党总统候选人。2021年11月4日，國民之黨代表安哲秀以唯一初選總統候選人身分，獲92.18%全體黨員同意出線，參與2022年總統選舉。
2022年3月3日，即总统大选前六天，安哲秀退出2022年总统竞选。安哲秀在退出竞选前的支持率约为10%。2022年3月3日，安哲秀宣布退選，改为支持国民力量候选人尹锡悦竞选总统。而尹锡悦最终以微弱优势赢得选举。
2022年4月18日，宣布國民之黨將在同月22日併入國民力量，合併之後的政黨名稱仍稱國民力量，將一同組建共同政府，並合辦下屆南韓地方選舉的黨內初選。

### 国民力量党员

#### 国会议员 (2022–)
2022年4月18日国民力量党与国民之党合并后，安哲秀成为国民力量党党员。
2022年5月8日，安哲秀宣布参加2022年6月韩国补选，竞选城南盆唐区国会议员空缺席位。他于2022年6月1日以62.5%的选票赢得了该席位。

#### 2023年党魁选举
2023年，安哲秀宣布竞选国民力量党党魁。总统府虽然在去年总统选举中与尹锡悦结盟，但在竞选期间却对安哲秀进行了强烈的批评。他输给了金起炫，以23.37％的得票率位居第二。

#### 2024年戒严令和尹锡悦弹劾
值得注意的是，在国会尹锡悦第一次弹劾案投票时，所有其他议员都退出了议会，而安哲秀是唯一一位留在议会大厦的国民力量议员。此前，安哲秀和尹锡悦曾多次发生争执，部分原因是安哲秀的温和政治立场和尹锡悦的保守观点。他此前曾呼吁尹锡悦下台，并表示无论尹锡悦所属什么组织，只要他不辞职，他都会投票弹劾。只有安哲秀和投票赞成弹劾，金睿智随后返回议院投票。金相旭返回议院投票，但表示他投票反对弹劾。安哲秀表示，自己因投票而受到党内批评，并称“一位肩负维护世界第十大经济体宪法重任的总统，会发动违宪政变，这实在令人难以想象”。

#### 2025年總統競選
2025年4月8日，安哲秀宣佈參選總統。2025年4月29日，在党内初选中被淘汰 。

## 政治立场

### 中间主义
安哲秀的外交政策与韩国保守派大致相似：他呼吁对朝鲜采取更强硬的态度，并支持萨德系统（尽管最初反对）。2012年9月，安哲秀前往祭拜李承晚、朴正熙、金大中的墓地。朴正熙和李承晚经常受到韩国保守派的赞扬，而金大中则受到自由派的赞扬。安哲秀当时表示，“把一半民众描绘成敌人，同时又呼吁‘团结’，这是虚伪的。安哲秀被认为“更容易受到保守派选民的欢迎”，部分原因在于他的商业背景。

### 国家安全（萨德）
安哲秀和文在寅都是第一批反对美国部署薩德反飛彈系統系统的人之一。然而，他后来改变了立场，表示未来的任何总统推翻美国和韩国之间已经达成的协议都是“不负责任的”。

### LGBT权利
安哲秀曾表示反对同性婚姻合法化，但在韩国广播网络SBS网站上的一篇更详细的文章中，他表示同性婚姻需要通过社会讨论来达成。当被问及是否愿意参加同性恋游行时，他回答说“拒绝的权利也应该受到尊重。”

## 思想

### 日常生活
安哲秀对每个人说话都很有礼貌，无论年龄或地位。安哲秀不擅长与人进行非正式交谈，就连担任军医时，也很难与士兵进行非正式交谈。 安哲秀不仅对家人，对护士、AhnLab 职员、学生等社会地位比自己低的人也使用正式语言，与普通人有所不同。当被问及是否与妻子吵架时，他回答说：“我会使用正式语言”，并表示“小时候妈妈总是用正式语言跟我说话，这很大程度上受到了我母亲的影响”。 安哲秀的母亲总是彬彬有礼地对待他，甚至在责骂他时也是如此。他说，他把母亲彬彬有礼地对待他视为理所当然，但在他上高一时，他睡过头了，乘出租车去学校。他的母亲说：“祝你在学校度过愉快的一天。”起初，出租车司机误以为她是他的堂妹或姐姐，并说：“你真好。”然而，当他后来透露她是他的母亲，并听到她说：“母亲怎么能对她彬彬有礼？”时，他意识到母亲的彬彬有礼并不常见。
他本人也曾表示过自己私生活堪称典范，就读首尔大学医学院时经常喝酒，但经营公司期间酗酒导致身体状况严重恶化后，就戒酒、不抽烟了（安哲秀经营公司期间因酗酒加班住院导致身体状况严重恶化）。 我从来没有在同事或任何人面前生气或骂脏话。有人指出安哲秀过着清教徒式的生活，但他说他并不赞同。他说他从来没有容忍过什么，宁愿过着舒服的日子，名誉比金钱重要，自己的舒服比名誉重要，他就是这样生活的。 他说，他为自己每一刻都过得有趣而有意义而感到自豪，“如果我继续当医生，我的生活会简单得多，专注得多，但我并不后悔，因为我从辞去医生工作后获得的丰富经历中找到了意义”。
单从效率来看，安哲秀说自己是最没有效率的人。但人们说效率并不是一切。 “你花在寻找适合自己的领域的时间是宝贵的，”他说，“我认为你能给予自己的最大礼物就是给自己机会。” 
与此同时，安哲秀表示，他的成功时机恰到好处。 懂机器语言才能分析病毒，最后走上了这条路，因为你在学习机器语言的过程中，恰好遇到了病毒。他说：“运气是机会与准备相遇的时刻。”意思是机会会降临到每个人头上，但只有做好准备的人才能抓住机会。 “成功人士是集天赋、努力和运气于一身的人，社会也给予了他们机会，所以我们应该承认这一点。社会成功并不是一个人就能实现的，”他说。

### 教育
他说：“如果父母只告诉孩子读书，但却不表现出读书的样子，孩子就不会效仿。”如果不树立榜样，只强迫孩子读书，孩子就只能假装读书。因此，他强调，父母应带头培养孩子的阅读习惯。 

### 风险投资和中小企业
安哲秀曾说过，“韩国95%的创业公司都会失败”。有人说：“现在的人都太注重安稳了。人们说他“没有挑战精神”，但是安哲秀却不同意这种看法。安哲秀认为，个别学生并不是这样的。 “学生们仍然具有挑战精神，并且非常有好奇心，”他补充道，“然而，更大的问题是社会结构迫使具有如此强烈挑战精神的学生做出安稳导向的选择。” 人们都说美国硅谷是成功的摇篮，而安哲秀却称之为“失败的摇篮”。原因如下：
|  | 在硅谷，当出现100家公司时，99家都会失败，只有一家能够生存下来。如果一家失败的公司没有道德问题并且已经尽了最大努力，那么它应该继续获得机会。哪怕你失败了 99 次，只要你成功一次，并获得 1,000 倍的成功，那么它就足以弥补你之前所有的失败。 |

他说，他相信这是美国硅谷的成功模式，给失败者继续机会，才是让年轻人的挑战精神永葆活力、挽救创业和青春的方法。 

## 慈善事业
2011年12月，安哲秀表示愿意捐献自己在AhnLab的一半股份，用于低收入家庭儿童的教育。他拥有AhnLab 37.1%的股份，截至2011年12月9日，捐赠的股份价值约为2500亿韩元（2.18亿美元）。

## 法律问题
2012年9月，有报道称安哲秀的妻子在2001年购买了一套价值4.5亿韩元的公寓，并将售价压低至2.5亿韩元，从而减少了高达1000万韩元的购置税和登记税，以此逃税。安哲秀于此公开道歉。不过，韩国纳税人协会发表声明称，1996年至2005年期间，由于地方税法存在缺陷，“降价合同”符合贸易惯例，因此并不违法。

## 个人生活
1988年，他与现任首尔国立大学医学院教授金美京结婚。育有一女。

## 經历
- 1986年，首尔大学医学学士学位，
- 1986年3月—1989年9月，首尔大学医学院助理教授
- 1988年，首尔大学医学大学院医学硕士学位
- 1990年1月—1990年2月，日本九州大学医学部访问研究员、檀国大学医学院预医科科长、檀国大学医学院专职讲师。
- 1991年2月—1994年4月，韩国海军服役，任軍醫官，上尉退役。
- 1991年，首尔大学大学院医学博士学位
- 1995年2月，安哲秀研究所创立，任代表理事
- 1997年，宾夕法尼亚大学大学院工学硕士学位
- 2005年2月—2011年2月，POSCO理事，理事会议长
- 2005年3月，安哲秀研究所理事会议长（CLO）
- 2008年，宾夕法尼亚大学经营学硕士学位
- 2008年5月，KAIST技术经营职业大学首席教授
- 2008年9月，美丽财团理事
- 2011年5月，浦项工科大学理事
- 2011年6月，首尔大学融合科学大学院院長
- 2013年4月，大韓民國國會議員
- 2014年3月27日，在首爾奧林匹克公園與韓國最大在野黨韓國民主黨宣布成立新政黨新政治民主聯合，並擔任該黨共同黨代表至7月。
- 2015年12月13日，退出新政治民主聯合。
- 2016年2月3日，成立國民之黨，並擔任該黨共同黨代表。
- 2018年2月13日，國民之黨與正黨合併組成正未來黨。
- 2020年2月23日，再度成立國民之黨。
- 2022年4月22日，國民之黨併入國民力量。